# Verre d'Hébron

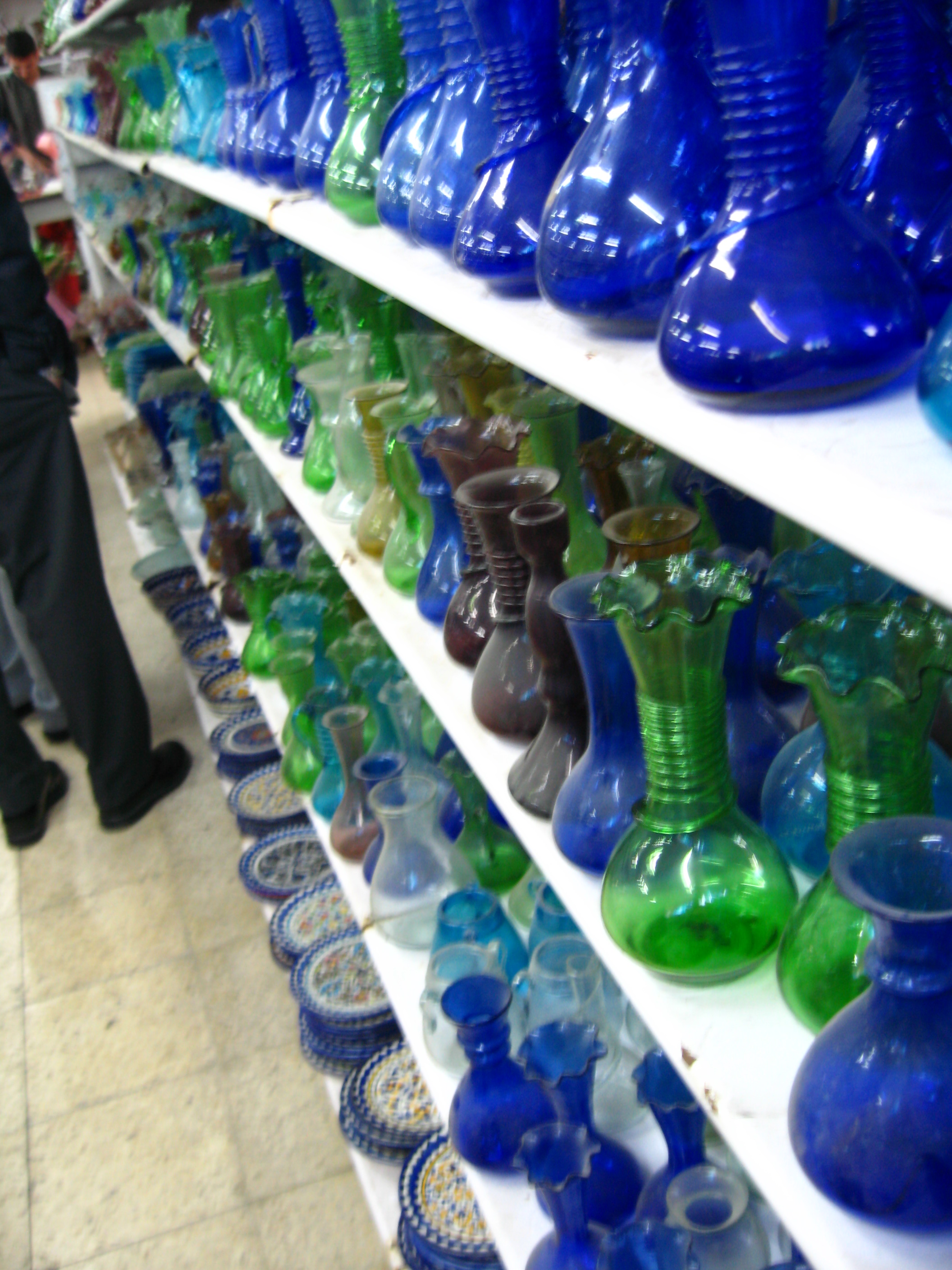
Verre d'Hébron, exposé dans l'un des magasins qui lui sont dédiés

La fabrication du verre et de la céramique à l'ancienne façon manuelle dans la ville de Hébron en Palestine remonte à l'époque de la domination romaine de la Palestine, il y a plus de 500 ans, qui prévalait à l'époque des Phéniciens. L'industrie est populaire auprès des touristes de la ville pour acheter des antiquités et des cadeaux. La vieille ville a toujours une zone appelée « Les marins de la Kazazin » relative aux travailleurs du verre. La production annuelle de verre traditionnel palestinien est généralement estimée à 1 million de dollars.   
L'ancienne industrie du verre artisanal à Hébron est une identité culturelle et patrimoniale de la ville, qui se distingue par son statut religieux, patrimonial et industriel. L'industrie s'appuie sur les matières premières locales, souvent des résidus de verre, obtenues auprès de vendeurs de bouteilles de sodas vides ou de marchands de verre. L'une des exigences les plus importantes pour le travail du verre est de supporter les difficultés de travail devant des fours de fusion et de fournir un esprit créatif et technique qui permette au travailleur d'acquérir les compétences de formation. Il n'y a donc pas assez de demande pour apprendre ce métier et la diffusion de l'industrie. Le verre Hébron est plus utilisé pour la décoration et les musées que pour un usage pratique, en raison des prix élevés du verre traditionnel en Palestine, où certains utilisent le verre bon marché disponible sur le marché pour des usages normaux, tandis que d'autres, considérés comme un luxe, préfèrent utiliser du verre traditionnel en raison du prix élevé, de la précision du travail et de l'aspect esthétique.  
L'industrie traditionnelle consistait à dissoudre les matières premières locales utilisées dans la production de verre, notamment le sable évacué des villages voisins et le carbonate de sodium de la mer Morte. Pour la coloration Oxyde de fer, on utilisait de l’oxyde de fer et de l'oxyde de cuivre. Actuellement, le verre est recyclé. De nombreuses familles à Hébron comptent sur la production de verre comme source de revenu pour leur famille. Le secret de la profession a été préservé et transmis des grands-parents aux enfants par ces familles qui travaillent dans des verreries en dehors de la ville. L'industrie du verre à Hébron a souffert des violations de l'armée israélienne. Les produits fabriqués comprennent des bijoux en verre tels que des perles, des bracelets et des bagues, ainsi que des lampes en verre teinté et en verre. 

## Histoire
L'industrie du verre artisanal en Palestine est connue depuis les civilisations anciennes sur son territoire et a clairement évolué après l'introduction de l'islam, où elle a mis au point diverses méthodes de couleurs et de décorations. L'industrie du verre était implantée sur quatre voies, à savoir Al-Sawakneh, Bani Dar, Al-Okaba et Al-Qazzazin, qui portait le nom de cette industrie. 

### Actuellement
Encore aujourd'hui, le soufflage de verre traditionnel est utilisé dans trois usines situées en dehors de la vieille ville, au nord d'Hébron et au sud de Halhul. La famille Natshe a deux usines et les produits sont exposés dans de grands halls proches de chaque usine. 
Le verre d'Hébron intéresse les touristes nationaux et étrangers. Mais en raison des restrictions imposées aux mouvements des Palestiniens en raison de la deuxième Intifada palestinienne, qui ont entraîné des problèmes d'exportation persistants et de la diminution du nombre de touristes arrivant à Hébron et dans d'autres villes palestiniennes, cela a entraîné une diminution du nombre d'usines à Hébron et une baisse de la production quotidienne.